# Lettera di donazione
La lettera di donazione (portoghese: carta de doação) era un documento della Corona portoghese con il quale concedeva una capitaneria a un capitano donatario.
Questo documento stabiliva i limiti geografici della capitaneria, ne vietava il commercio delle terre (accettandone il trasferimento territoriale solo per ereditarietà), ne regolava i limiti e ne dava giurisdizione civile e penale.
Era integrato dalla cosiddetta Carta de Foral, il documento che stabiliva i diritti e i doveri del capitano donatario.